# Вентоса (Ла-Ріоха)
Вентоса (ісп. Ventosa) — муніципалітет в Іспанії, у складі автономної спільноти Ла-Ріоха. Населення — 173 осіб (2009).
Муніципалітет розташований на відстані близько 240 км на північ від Мадрида, 17 км на південний захід від Логроньйо.

## Демографія
Динаміка населення (INE ):

## Галерея зображень

Розташування муніципалітету
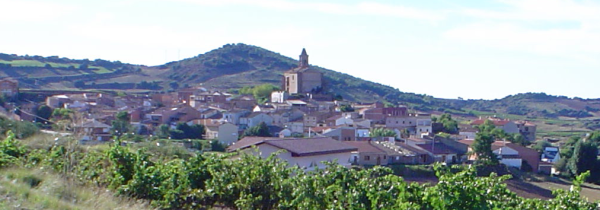
Вентоса